# فهرست نمایندگی‌های دیپلماتیک ایالات متحده آمریکا
وابسته‌های دیپلماتیک ایالات متحده آمریکا به سفارت‌خانه‌ها و دفاتر نمایندگی دیپلماتیک کشور ایالات متحده آمریکا گفته می‌شوند که زیر نظر وزارت امورخارجه ایالات متحده آمریکا به فعالیت مشغول هستند.
پس از بمب‌گذاری القاعده در مقابل سفارت‌های آمریکا در کنیا و تانزانیا در سال ۱۹۹۸ میلادی، وزارت امور خارجه آمریکا طی دستورالعملی اجرایی، خواستار فاصله‌گرفتن ۱۰۰ فیتی (۳۰٫۴۸ متری) تمامی ساختمان‌های متعلق به سفارت‌خانه‌های آمریکا از عرض خیابان‌ها شد.
آمریکا همچنین تا قبل از انقلاب ایران در سال ۱۳۵۷، دارای روابط همه‌جانبه و دیپلماتیک با ایران بود. این روابط با تصرف سفارت آمریکا در تهران و به گروگان‌گرفتن ۶۶ دیپلمات آمریکایی در ۱۳ آبان ۱۳۵۸ (برابر با ۴ نوامبر ۱۹۷۹) پایان یافت.اگرچه روابط آمریکا با ایران تنها به این دلیل متوقف نشد و تنش ها و منازعات بسیاری پس از انقلاب بین دو کشور صورت گرفت که بر اختلافات دامنه می زد. ایران با معطوف کردن اقدامات نظامی خود بر منطقه خاورمیانه و گسترش گروه ها و گروهک های شبه نظامی اسلام گرای شیعه و حمایت از آنها دقیقا در برابر اعمال ایالات متحده سپر گرفت. به گفته برخی کارشناسان سیاسی-نظامی آمریکا پس از حادثه ۱۱ سپتامبر سال ۲۰۰۱ میلادی، به بهانه ژاندارمی در منطقه به تاسیس پایگاه های بیشتر و مستحکم تر و مجهزتر نظامی در کشورهای اطراف ایران به ویژه حوزه خلیج فارس، روی آورد. این مسئله منازعات طرفین را بیش از پیش توسعه داد. جمهوری اسلامی نیز حمایت های چندجانبه خود از جنبش هایی چون حشدالشعبی، فتح، حماس و حزب الله لبنان را در پیش گرفت.